# Rosario Silva de Lapuerta
Rosario Silva de Lapuerta (15 de juny de 1954 a Madrid) és jurista i jutge espanyola al Tribunal de Justícia Europea des del 7 d'octubre del 2003 i des del 9 d'octubre del 2018, n'és la vicepresidenta.
El seu pare va ser el ministre franquista Federico Silva Muñoz i també és la germana gran de Marta Silva de Lapuerta, advocada general de l'Estat del 2012 al 2016. Va obtener la llicenciatura / màster en Dret a la Universitat Complutense de Madrid.